# Robyn Maher
Robyn Leigh Maher (nacida Gull; Ballarat, Australia, 6 de octubre de 1959) es una exjugadora de baloncesto australiana. Consiguió 2 medallas en competiciones internacionales con Australia.